# Зелёная книга (Тибет)
«Зеленая книга» — документ, выдаваемый с 1971 года Центральной тибетской администрацией (широко известной как Тибетское правительство в изгнании) тибетцам, проживающим за пределами Тибета. В настоящее время 90% представителей тибетской диаспоры владеют Зеленой книгой. Документ действует в течение пяти лет.

## История
Система сбора ежегодного «добровольного взноса» с представителей диаспоры была официально введена Центральной тибетской администрацией 1 августа 1972 года. 3 марта 2005 года Департамент финансов ЦТА запустил обновленный формат «Зеленой книги»; данные о владельцах документов хранятся в компьютерной базе данных, которая была создана в рамках проекта, начатого двумя годами ранее.

#### «Синяя книга»
Зелёная книга выдается исключительно представителям тибетской диаспоры, однако начиная с 1996 года ЦТА также выпускает «Синюю книгу» специально для поддерживающих независимость региона нетибетцев с целью собрать средства для созданного правительством в изгнании фонда социального развития и ресурсов. Официальное название инициативы — Проект партнерства тибетской солидарности.

## Законность
По состоянию на 2010 год на официальном интернет - портале Тибетской центральной администрации указано, что «любой тибетец в возрасте 6 лет и старше обязан подать заявку на получение Зеленой книги и стать полноправным членом тибетской общины в изгнании. Зеленая книга подтверждает, что данное лицо является законным тибетским беженцем, который связан с тибетским правительством в изгнании». 
ЦТА определяет тибетца как «любое лицо, родившееся в Тибете, или любое лицо, у которого один из родителей родился в Тибете», и, поскольку тибетским беженцам часто не хватает документов, подтверждающих их место рождения, право на получение убежища обычно устанавливается путем собеседования. Зеленые книги выпускаются с 1971 года. Ими владеют более 90 процентов тибетских беженцев.

## Взносы
Перед получением Книги членам диаспоры предполагается уплатить ежегодный «добровольный налог» в ЦТА. По состоянию на 2008 год размер налога составляет 58 рупий (1,10 доллара США) для взрослых, проживающих в Индии, и 44 доллара для взрослых тибетцев, проживающих в Соединенных Штатах. В Зеленой книге регистрируются все налоги, уплаченные ее владельцем. Это основной источник финансирования Центральной тибетской администрации.
Согласно веб-сайту ЦТА, этот показатель ниже для студентов и безработных. Но те в Индии, Непале и Бутане, кто работает за зарплату, должны вносить 4% от своей базовой зарплаты или 2% от своей валовой зарплаты, тогда как для тех, у кого был доход, отличный от зарплаты, предлагаемый ежегодный взнос составлял 0,15% от их чистого годового дохода.

## Льготы
Согласно заявлению ЦТА, подразделение данных Министерства финансов управляет центральной базой данных держателей Зеленой книги. Владелец Зеленой книги должен быть в курсе своих взносов, чтобы воспользоваться такими правами в ЦТА, как голосование или выставление своей кандидатуры на выборах, подача заявления на получение стипендий, присуждаемых ЦТА, или для трудоустройства в ЦТА. Зеленая книга не является международным проездным документом. Те тибетцы, которые живут в Индии, но не имеют индийского гражданства, могут получить проездной документ от индийских властей.
В 1994 году сообщалось о том, что процесс подачи заявления на получение такого документа обычно начинается с предоставления своей Зеленой книги (наряду с различными иными документами) в офис ЦТА в Дхарамсале, который затем направляет заявление индийским властям.